# Adam Craig
Adam Craig (nascido em 15 de agosto de 1981) é um ciclista de montanha profissional norte-americano que competiu no ciclismo nos Jogos Olímpicos de Verão de 2008, representando os Estados Unidos.